# Trevor Jones
Trevor Alfred Charles Jones (Ciudad del Cabo, 23 de marzo de 1949) es un compositor sudafricano de música para cine, que se hizo célebre a raíz de su trabajo para la película El último mohicano (Michael Mann, 1992). También puso música a En el nombre del padre (Jim Sheridan, 1993), película en la que también se oyen canciones de Bono, Sinead O'Connor, Bob Marley, Jimi Hendrix y Thin Lizzy

## Biografía
Aunque nació en Ciudad del Cabo, su obra es deudora de la educación recibida en el Reino Unido. A los 17 años obtuvo una beca para cursar en la Royal Academy of Music, trasladándose a Londres en 1976. Allí estudiaría piano, órgano y composición musical. 
A punto de expirar su permiso para permanecer en Gran Bretaña, Trevor Jones decidió solicitar la nacionalidad británica. Siguió sus estudios a partir de 1974 en la Universidad de York, graduándose en Film y Media Music. Más tarde ingresó en la National Film and Television School. 
Aprovechó los últimos años de sus estudios para introducirse en el mundo de la producción, dirección y fotografía en películas y telefilmes, sin dejar de lado la composición musical. 

## Carrera profesional
Da sus primeros pasos profesionales en la televisión, obteniendo buenos resultados en trabajos para sintetizador y, sobre todo, en el uso del synclavier II. 
Su primera incursión en el mundo del cine tuvo lugar con Excalibur (John Boorman, 1981), película que fue un éxito de taquilla. Hasta ese momento, Jones había trabajado en cortos y proyectos poco ambiciosos. Desde su colaboración con Boorman, quedó identificado como un músico especializado en temas mitológicos y místicos. Para esta composición, Trevor Jones se inspiró en el Carmina Burana de Carl Orff y en varias piezas de Richard Wagner para dar los toques épicos al film.
Siguiendo esta misma línea, Jones puso música a The Dark Crystal (1982) y se inició en el género de terror con The Sender (1982). Cuatro años después puso música a otro film épico-místico, Labyrinth (1986), en colaboración con David Bowie (más tarde colaboraría con otras estrellas del pop-rock como Bono, O'connor, Bob Marley y Britney Spears en 2002). 
The Last of the Mohicans (Michael Mann, 1992), obra que pronto pasaría a ser considerada un clásico, le situó entre los compositores de culto. Esta composición le valió una nominación al Globo de Oro en Venecia. 
Seis años más tarde compuso la música del drama protagonizado por Sharon Stone The Mighty (Peter Chelsom, 1998), obteniendo su segunda nominación en Venecia. En 1998 concibió una gran sinfonía compleja y sólida para Merlín, y en 1999 editó Cleopatra para una miniserie de Hallmark Entertainment. 
Todas estas obras sostienen a Jones entre los pocos compositores capaces de transmitir con su música el eco del pasado, aunque nos llegue a través de sintetizadores y voces irreales, subyaciendo en él un intento de diluir la ópera sinfónica con los recursos de la música clásica.
Jones ha tratado también otras temáticas como la cómica o la romántica, aunque en éstas sus resultados han sido muy irregulares. Cabe destacar For Roseanna (1997) o su colaboración para Notting Hill (1999). 
A pesar del sustrato eminentemente clásico de Trevor Jones, el compositor ha realizado composiciones electrónicas como G.I. Jane (1997), que sorprende por su solidez dentro del género. 
Sus últimos trabajos se siguen situando en el género sinfónico, como The Thirteen Days (2000) y From Hell (2001). 
A partir de 2002 percibimos en Jones un interés por explorar su lado más lírico con la composición de las dos entregas para Dinotopia TV (2002). Estas dos obras pueden describirse como un mestizaje entre el Trevor Jones clásico y las aportaciones sinfónicas de David Arnold y las líricas de Basil Poledouris. 

## Filmografía como compositor
1980
- Black Angel (1980)
- The Beneficiary (1980)
- Brothers and Sisters (1980)

1981
- The Dollar Bottom (1981)
- The Appointment (1981)
- Time Bandits (1981)
- Excalibur (1981)

1982
- The Dark Crystal (1982)
- The Sender (1982)

1983
- Nate and Hayes (1983)
- One of Ourselves TV (1983)
- Those Glory, Glory Days TV (1983)

1984
- The Last Days of Pompeii (1984) Miniserie
- Aderyn Papur ...and Pigs Might Fly TV (1984)
- This Office Life TV (1984)

1985
- From an Immigrant's Diary (1985)
- The Last Place on Earth (1985) Miniserie
- Dr. Fischer of Geneva TV (1985)
- Runaway Train (1985)
- Savage Island (1985)

1986
- Labyrinth (1986)

1987
- Angel Heart (1987)

1988
- Dominick and Eugene (1988)
- Just Ask for Diamond (1988)
- Mississippi Burning (1988)
- A Private Life TV (1988)
- Sweet Lies (1988)

1989
- Murder on the Moon TV (1989)
- Sea of Love (1989)

1990
- Arachnophobia (1990)
- Bad Influence (1990)
- By Dawn's Early Light TV (1990)

1991
- Chains of Gold TV (1991)
- True Colors (1991)
- Guns: A Day in the Death of America TV (1991)

1992
- CrissCross (1992)
- Freejack (1992)
- The Last of the Mohicans (1992)

1993
- Cliffhanger (1993)
- Death Train TV (1993)
- In the Name of the Father (1993)

1994
- De Baby Huilt (1994)
- The Four A.M. Feed (1994)

1995
- Hideaway (1995)
- Kiss of Death (1995)
- Richard III (1995)

1996
- Loch Ness (1996)
- Gulliver's Travels Miniserie (1996)
- Brassed Off (1996)

1997
- G.I. Jane (1997)
- Lawn Dogs (1997)
- Roseanna's Grave (1997)

1998
- Dark City (1998)
- Desperate Measures (1998)
- Merlin TV (1998)
- The Mighty (1998)
- Talk of Angels (1998)

1999
- Cleopatra TV (1999)
- Notting Hill (1999)
- Titanic Town (1999)

2000
- Molly (2000)
- The Long Run (2000)
- Thirteen Days (2000)
- The Last of the Mohicans (reedición dirigida en el 2000 por Joel Mc Neely)

2001
- Frederic Wilde (2001)
- To End All Wars (2001)
- From Hell (2001)

2002
- Dinotopia TV (2002)
- Crossroads (2002)

2003
- I'll Be There (2003)
- The Dark Crystal (1982/2003) (reeditada por Numenorean Music)
- The League Of Extraordinary Gentlemen (2003)

2004
- The Unsteady Chough (2004)
- Around the World in Eighty Days (2004)

2005
- Aegis (2005)
- Chaos (2005)

## Filmografía como actor
- Big and Hairy (Philip Spink, 1998)